# Національна парламентська бібліотека Грузії
Національна бібліотека Грузії (груз. სსიპ ილია ჭავჭავაძის სახელობის საქართველოს ეროვნული ბიბლიოთეკა, sakartvelos erovnuli bibliotek'i) — головний книжковий депозитарій Грузії, а також найважливіший культурний, освітній, науковий, інформаційний та методичний центр.

## Історія

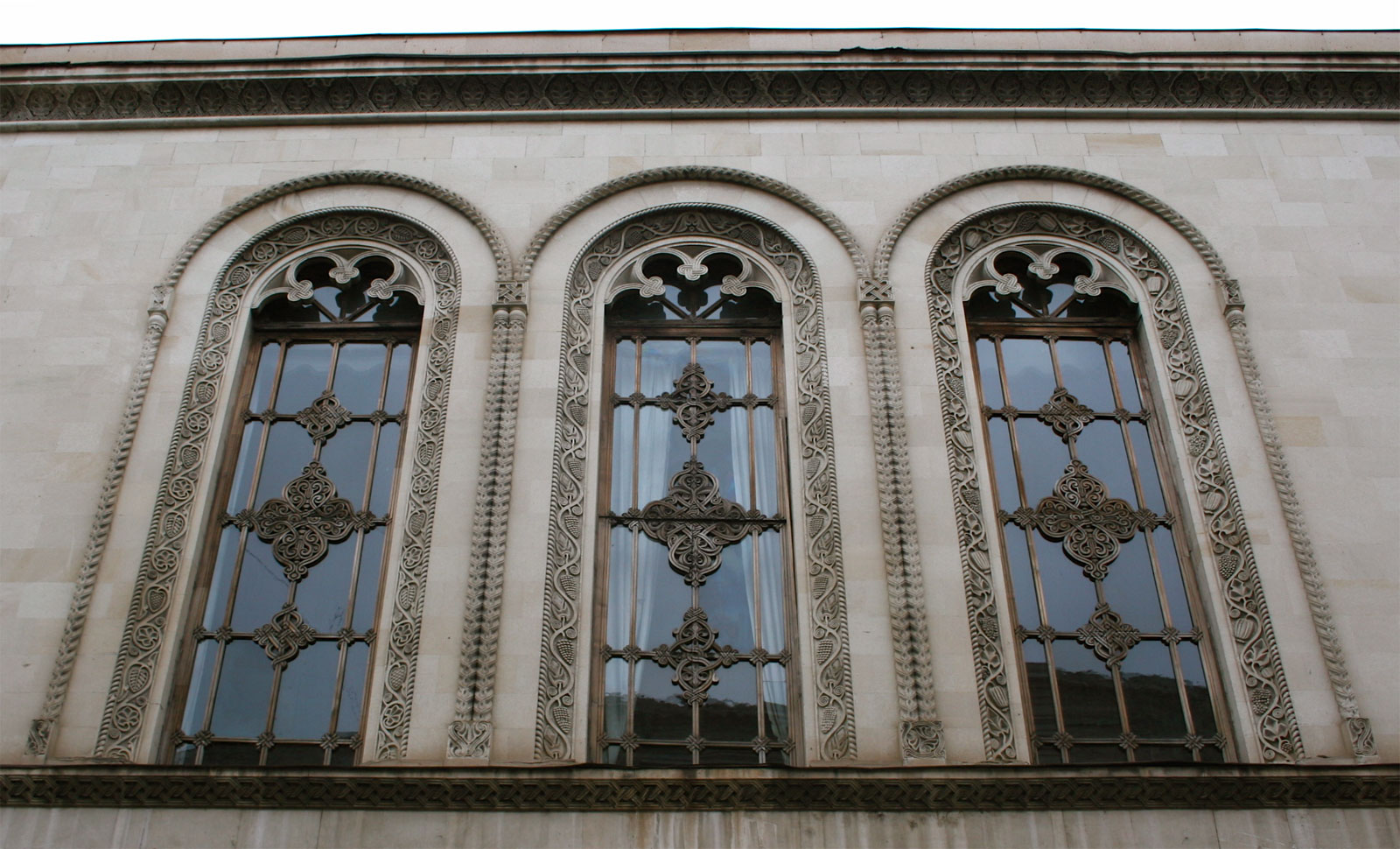
Національна парламентська бібліотека Грузії

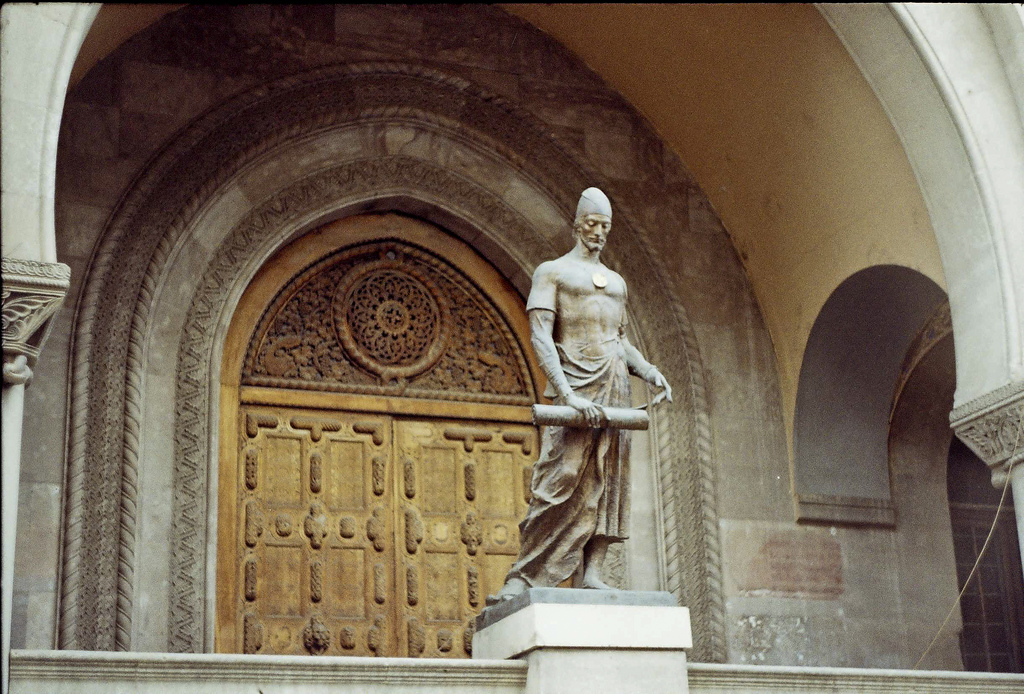
Пам’ятник Шота Руставелі на вході

Історія Національної парламентської бібліотеки Грузії починається з 1846 року, коли на базі Управління генерал-губернатора Тбілісі була створена Тифліська публічна бібліотека. Ідея створити бібліотеку, доступну для всіх, була схвально сприйнята громадськістю.
У 1848 р. видатний культурний та громадський діяч Дмитро Кіпіані передав до новоствореної бібліотеки фонд створеної ним раніше приватної бібліотеки — понад 500 томів.
До 1859 року фонд публічної бібліотеки складався з 13,260 томів на 19 мовах. Оскільки фонд зростав, приміщення Управління вже не  відповідало вимогам книгосховища. В 1851 році було побудовано нову будівлю. У 1852 році бібліотека отримала право на отримання двох безкоштовних примірників всіх друкованих видань на Кавказі. У 1868 році Тифліська публічна бібліотека була об'єднана з Кавказьким музеєм (музей Кавказу), а в 1913 році — перетворена на наукову бібліотеку музею.
У 1914 році бібліотека була закрита через будівництво нової будівлі для музею. Фонди бібліотеки були упаковані в ящики і зберігалися у підвалі протягом десяти років.
У 1923 році на базі Тифліської публічної бібліотеки було створено Державну публічну бібліотеку Грузії. З 1955 по 1990 роки бібліотека називалася Державна Республіканська бібліотека, а з 1990 року — Національна бібліотека Грузії.
З 25 грудня 1996 року офіційна назва закладу - Національна парламентська бібліотека Грузії.